# ダリル/秘められた巨大な謎を追って
『ダリル/秘められた巨大な謎を追って』（原題：D.A.R.Y.L.）は、1985年公開のSF映画・ファミリー映画。
カーチェイスあり軍用機泥棒あり少年野球ありだが、基本的には家庭劇。日本での公開は1986年2月15日。

## あらすじ
山道を暴走する車から映画は始まる。車はヘリコプターの追跡を受けており、やがて助手席から少年を逃がしたあと車は渓谷に落下して大破する。ヘリコプターは渓流から誰も浮かんでこないのを確認して去る。一人逃げだした少年は、やがて山歩きをしていた老人に発見される。少年は自分の名前以外は何も思い出せなかった。ダリルは地域の児童保育センターに預けられ、やがて子供のいない夫婦（アンディ&ジョイス・リチャードスン夫妻）に里子に出される。
保育センターで八方手を尽くして彼の身寄りを捜し続ける間、少年は里親の家庭で学業・スポーツに飛び抜けた才能を見せる。そればかりか大人への配慮をみせたりATMを操作して里親の貯金口座の残額を莫大な額に変更したりする能力を見せる。彼の家庭での完璧息子ぶりに養母は欲求不満と不安を感じていた。あまりにも完璧すぎると。それを察知したダリルは知人の助けを借りて大人たちを満足させるために故意に未熟な子供っぽい真似をする。そんな中、地区の野球大会でホームランを連発して大活躍してしまい、それを報じる新聞記事が軍の目にとまることになる。
ある日彼の本当の両親を名乗る夫婦が現れる。この夫婦は幼いころのダリルの写真を提示して少年を引き取る。実はこの2人は陸軍の研究施設で働く科学者（ジェフリー・スチュワート博士とエレン・ラム博士）であった。冒頭でヘリに追跡されながらダリルを逃がしたのは彼らの同僚の科学者であり、この2人は軍の命令でダリルの回収を指示されていたのだった。ダリルはそこで軍の予算で研究所で作られたアンドロイド（Data Analysing Robot Youth Lifeform―少年型データ解析用ロボット）だった。
研究所に連れ戻されたダリルは民間にいた間にどのような影響を受けたが調査される。そこで2人の科学者は、ダリルが味覚や好みといった主観的な感情や、大人に対する配慮といった人間的な思考ができるようになったことに気が付く。そのことを知った陸軍は計画の中止を指示し、ダリルの処分を命令する。軍が求めたのは恐れを知らないロボットであり、アイスクリームの味美や人間的配慮ができるロボットではないというのがその理由であった。ダリルの処分命令を受けたスチュワート博士は「子供を殺すのか？！」と抵抗するが却下される。
そこでスチュワート博士は、ダリルを処分したと見せかけ、ダリルを連れて研究所を脱出する。スチュワート博士もまた映画冒頭の科学者と同じ行為に至ったのであった。しかし研究所のダリルの記憶バックアップを点検していた上官はそれを見抜き、包囲網を敷く。執拗な軍の数々の追跡をダリルの機敏な判断で何度も振り切るが、途中スチュワート博士が銃弾に倒れる。
スチュワート博士を看取ったダリルは、単独で空軍基地に潜入し火災警報器を誤動作させて施設を混乱に陥れている間に格納庫にあったSR-71を盗み飛び立つ。超高額兵器のSR-71の盗難という前代未聞の事態に、遠隔自爆スイッチの存在によって軍への投降が呼びかけられたが、ダリルは応じなかった。ダリルはダリルは速度と降下率を計算しSR-71の自動操縦プログラムを変更する。自爆処分のタイムリミットに悪友らに自身の回収を頼んだのだった。
やがて軍によってSR-71は爆破させられ、ダリルはSR-71もろとも爆死したとされた。しかし実際はダリルは爆発直前に脱出するものの、衝撃で気絶しそのまま湖底に沈んでしまう。湖底で射出座席の安全装置が働き、ダリルの体は座席からリリースされるが意識は戻らない。やがて連絡を受けて迎えに来た親友のタートルとその姉は湖に浮かぶダリルを発見して病院に運ぶがダリルはそのまま息絶える。全員が悲しみに暮れ病院を後にするのを病院の駐車場でエレン・ラム博士が見守る。軍の指示に逆らってダリルを逃がそうとしていたのはスチュワート博士だけではなかったのである。ラム博士は表向きは軍に歯向かうスチュワート博士を批判していたが、実はスチュワート博士と同じく軍を欺いてダリルの逃走を助けようとしていたのだった。
ダリルは意識を無くしたまま水没したことによる水死であったが、脳は電子化されているために無酸素でのダメージは受けていなかった。ラム博士はダリルに処理を施し蘇生させる。ダリルは生き返り、彼を待つ家族や友人の元に帰っていく場面で映画は終わる。

## キャスト
- ダリル - バレット・オリバー
- ジョイス・リチャードソン - メアリー・ベス・ハート：ダリルの養母
- アンディ・リチャードソン - マイケル・マッキーン：ダリルの養父
- タイラー・"タートル"・フォックス - ダニー・コーキル（英語版）：ダリルの親友「タートル」
- ジェフリー・スチュワート博士 - ジョセフ・ソマー
- Mr. Nesbitt - David Wohl
- エレイン・フォックス - コリーン・キャンプ
- Howie Fox - Steve Ryan
- Sherie Lee Fox - Amy Linker：ダリルの親友「タートル」の姉（劇中ではSherie Lee Foxのあだ名で呼ばれる）
- ラム博士 - キャスリン・ウォーカー（英語版）[1]
- Bull McKenzie - ハーディ・ロールズ（英語版）
- TASCOM Security Cop - Jim Fitzpatrick